# Aeropuerto Departamental Ricardo Detomasi
El Aeropuerto Departamental de Mercedes "Ricardo Detomasi" (OACI: SUME) es un aeropuerto público que sirve a la ciudad de Mercedes, en Uruguay, situado a 5 km al oeste de la ciudad. Lleva el nombre del aviador civil uruguayo Ricardo Detomasi.
Actualmente opera solamente vuelos domésticos no regulares, exclusivamente bajo reglas de vuelo visual.

## Pistas
El aeródromo cuenta con dos pistas de aterrizaje. La pista 16/34 es de césped y tiene una longitud de 1235 metros de largo y 30 de ancho. La pista 08/26 es de césped y tiene una longitud de 1120 metros de largo y 30 de ancho.

## Aerolíneas y destinos

### Destinos nacionales cesados
- PLUNA
  - Montevideo, Uruguay / Aeropuerto Internacional Ángel S. Adami
  - Paysandú, Uruguay / Aeropuerto Internacional Tydeo Larre Borges
  - Salto, Uruguay / Aeropuerto Internacional Nueva Hespérides

## Estadísticas
En 2020 no se realizaron vuelos de taxis aéreos.

## Acceso
El aeropuerto se encuentra sobre el camino Luis Tuya, próximo a su extremo noreste. Se accede a Mercedes por este camino al noreste y la avenida Aparicio Saravia al sudeste. La ciudad cuenta con servicio de ómnibus y taxis.